# Rivoluzione del 17 luglio
La Rivoluzione del 17 luglio è stato un sanguinoso colpo di stato avvenuto in Iraq nel 1968, fu guidato dal generale Ahmed Hasan al-Bakr, che portò al potere la branca irachena del Partito Ba'th. Sia Saddam Hussein futuro presidente dell'Iraq che Salah Omar al-Ali in seguito dissidente del regime giocarono un ruolo chiave nel golpe. Il Ba'th avrebbe governato l'Iraq fino al 2003, quando fu deposto da un'invasione da parte di forze britannico-statunitensi. (La rivoluzione del 17 luglio non va confusa con la Rivoluzione del 14 luglio, un golpe avvenuto il 14 luglio del 1958, quando il re Faysal II d'Iraq fu deposto.
Mettendo fine alla dinastia hascemita in Iraq con l'instaurazione della repubblica in Iraq). In seguito al golpe Saddam Hussein riuscì a costituire un duraturo regime politico quando i suoi predecessori avevano fallito, riuscì anche nell'impresa di nazionalizzare il petrolio iracheno con il sostegno dell'Unione Sovietica.